# 카플란수차

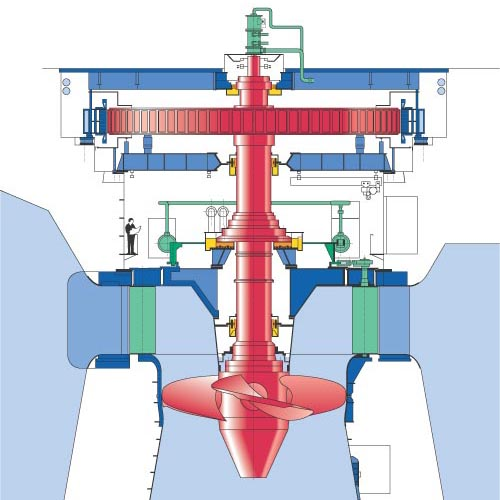
수직카플란수차

카플란수차(Kaplan 水車)는 반동수차의 일종으로서, 구조는 프랜시스수차와 비슷한데, 그것보다는 간단하다. 저낙차용이라 큰 동력을 얻기 위하여 다량의 물을 흘려보내게 되므로 날개 수레와 물의 마찰저항이 될수록 적게 할 필요가 있다. 그러기 위해서, 날개 수레는 그 날개 수를 적게 하고(2∼8매) 흐름 방향 날개의 길이는 짧게 하며 또한 프랜시스수차의 날개 수레 바깥쪽의 둥근 바퀴를 제거하며 마치 선박의 추진기(프로펠러)와 같은 형태를 취하고 있다. 물 흐름은 안내날개를 통과하기까지는 축에 직각으로 안쪽을 향하는 내와류이지만, 안내날개를 나와 점차로 방향이 굽어, 축 방향과 같게 되어 날개 수레로 흘러든다. 따라서 안내날개와 날개 수레 사이의 유로에의 도벽이 없으나, 여기에서 흐름이 혼란을 일으키는 일은 없다. 또 프랜시스수차와 같은 이유로 흡출관의 지름을 크게 하고 있다. 카플란수차의 우수한 점은, 사용 수량에 따라서 최고효율로 작동할 수 있도록, 안내날개와 함께 날개 수레의 날개 기울기도 변경시킬 수가 있게 되어 있는 점이다.

## 같이 보기
- 프랜시스수차
- 수력 발전
- 수력
- 펠톤수차
- 터빈
- 물터빈